# كأس النرويج 1909
كأس النرويج 1909 (بالنرويجية: Norgesmesterskapet i fotball for menn 1909)‏ هو الموسم 8 من كأس النرويج. أشرف على تنظيمه اتحاد النرويج لكرة القدم، وكان عدد الأندية المشاركة فيه 6، وفاز فيه نادي لين.